# História da Coreia do Norte

Emblema da Coréia do Norte após a Emenda de 1992

A República Democrática Popular da Coréia foi fundada em 1948, após término da Segunda Guerra Mundial e a expulsão dos japoneses do norte da península coreana pela guerrilha liderada por Kim Il Sung com apoio das forças soviéticas vindas da Manchúria após a Operação Tempestade de Agosto. Depois que o Império do Japão se rende, é criada a República Popular da Coreia, um estado neutro sem ligação com os Estados Unidos, União Soviética ou qualquer outra potência. Criada pelos própios coranos, dentre eles Kim Il-Sung, com a liderança de Lyuh Woon-hyung. No entanto ele foi retirado do poder após a invasão soviética e americana da peninsula, com os soviéticos deixando o Comitê Popular da Coreia do Norte como sucessor da RPC, enquanto os Estados Unidos criou um governo militar e trouxe o Governo Provisório da República da Coréia para a Coréia do Sul.Em 9 de Setembro de 1948 foi proclamada a República Democrática Popular da Coréia e o exército soviético foi obrigado a sair do país, com Kim Il-Sung sendo apontado como líder do novo regime e uma eleição a nivel municipal e de provincias foi feita. A ONU em 1948 criou uma comitê para avaliação do reconhecimeto das Coréias, considerando somente a Coréia do Sul como um governo legimitimo e assim a paz se manteve fragilmente até que em 25 de junho de 1950 a Coreia do Norte tentou a unificação forçada atacando a Coreia do Sul, que apesar do exército fraco, ela estava dominada por tropas americanas e deu início a uma grande guerra, envolvendo China e União Soviética de um lado e os Estados Unidos do outro. Em 27 de julho de 1953 foi assinado um armistício entre o comandante do exército norte-coreano e um representante da ONU, criando uma zona desmilitarizada entre os dois países.  
Um regime de partido dominante liderado pela Frente Democrática para a Reunificação da Coreia sob a coordenação do recém fundado Partido dos Trabalhadores de Coreia criado inicialmente por Kim Il Sung sob a chamada doutrina Juche, que substituiu o Marxismo-Leninismo (Socialismo) como principal linha política e ideológica do estado ao longo da década de 1970. A Coreia do Norte apresentava bons índices de desenvolvimento econômico e industrial durante todo o terceiro quarto do século XX, graças à ajuda da URSS e ao cenário econômico mundial, mas a partir da crise do petróleo que surgiu nos anos 1970 o país parou de crescer. Em 1994 morreu Kim Il-sung, que governara o país desde 1948. Seu filho, Kim Jong-il, assumiu o comando do partido dos trabalhadores norte-coreano em 1997, se opondo à abertura econômica do país, inflando gastos com o setor militar e adotando a doutrina Songun. Em dezembro de 2011, Kim Jong-il morreu de ataque cardíaco em um trem e, desde este incidente, seu filho mais novo Kim Jong-un foi indicado ao cargo logo após a morte de seu pai. Em 2012, se tornou o Secretário-Geral do Partido dos Trabalhadores da Coreia.

## Pré-Divisão
Os primeiros restos humanos achados na Coreia datam de cerca de 500.000 anos. De acordo com a tradição, no ano de 2333 a. C. Tangun (também chamado de Dangun) fundou o reino de Joseon (muitas vezes conhecidos como "Gojoseon" para evitar a confusão com a dinastia do século XIV do mesmo nome; o prefixo "go" significa "velho" ou "anterior"). Depois de numerosas guerras, este reino se desintegrou. A antiga Coreia passou a sediar uma séries de cidades-Estados em constantes guerras, que apareciam e desapareciam de maneira constante. Não obstante, três reinos, Baekje, Koguryŏ e Silla se fortaleceram e entre os três dominaram a cena histórica da Coreia por mais de duzentos anos, no período conhecido como "os Três Reinos da Coreia". No ano 676, Silla conseguiu unificar quase todo o território coreano, com exceção do reino de Balhae. O domínio destes doiss reinos sobre toda a Coreia e parte da Manchúria deu origem ao Período dos Estados Norte e Sul.
Após sua decadência, em 918 o general Wang Geon fundou o Reino de Goryeo(ou "Koryŏ", de onde provém o nome da Coreia). No século XIII, a invasão dos mongóis debilitou Goryeo: depois de quase trinta anos de guerra, o reino conservou o domínio sobre todo o território da Coreia, ainda que, na prática só fosse mais um tributário dos mongóis. Com o colapso do Império Mongol, se seguiram uma série de lutas políticas e após a rebelião do General Yi Seong-gye em 1388, a dinastia Goryeo foi substituída pela dinastia Joseon. Entre 1592 e 1598, os japoneses invadiram a Coreia, depois que os Joseon se negaram a fornecer uma passagem segura para o exército imperial japonês, liderado por Toyotomi Hideyoshi, em sua campanha para a conquista da China. A guerra acabou quando os japoneses se retiraram depois da morte de Hideyoshi. É nesta guerra que há o surgimento da figura heroica nacional do almirante Yi Sun-Sin e a popularização do famoso "Navios Tartaruga". No século XVII, a Coreia foi finalmente derrotada pelos Manchú e se uniu ao Império Qing. Durante o século XIX, graças à sua política isolacionista, a Coreia ganhou o nome de "Reino eremita". A dinastia Joseon tratou de proteger-se contra o imperialismo ocidental, mas foram obrigados a abrir seus portos para o comércio. Depois das Guerras Sino-Japonesas e da Guerra Russo-Japonesa, a Coreia ficou sob influcia japonêsa a partir dos anos de 1900 até o ínicio do domínio colonial japonês em 1910, quando foi anexada de fato, até 1945 quando o controle sob a península coreana foi totalmente perdido.

## Queda do Governo Japonês na Coréia
Com a rendição do Japão, as forças japonesas que continuaram na Coreia se renderam e a República Popular da Coreia foi crada oficialmente em 6 de setembro de 1945, construindo na península coreana um governo paralelo ao do Governo Provisório da República da Coreia.

### República Popular da Coreia (1945 - 1947)

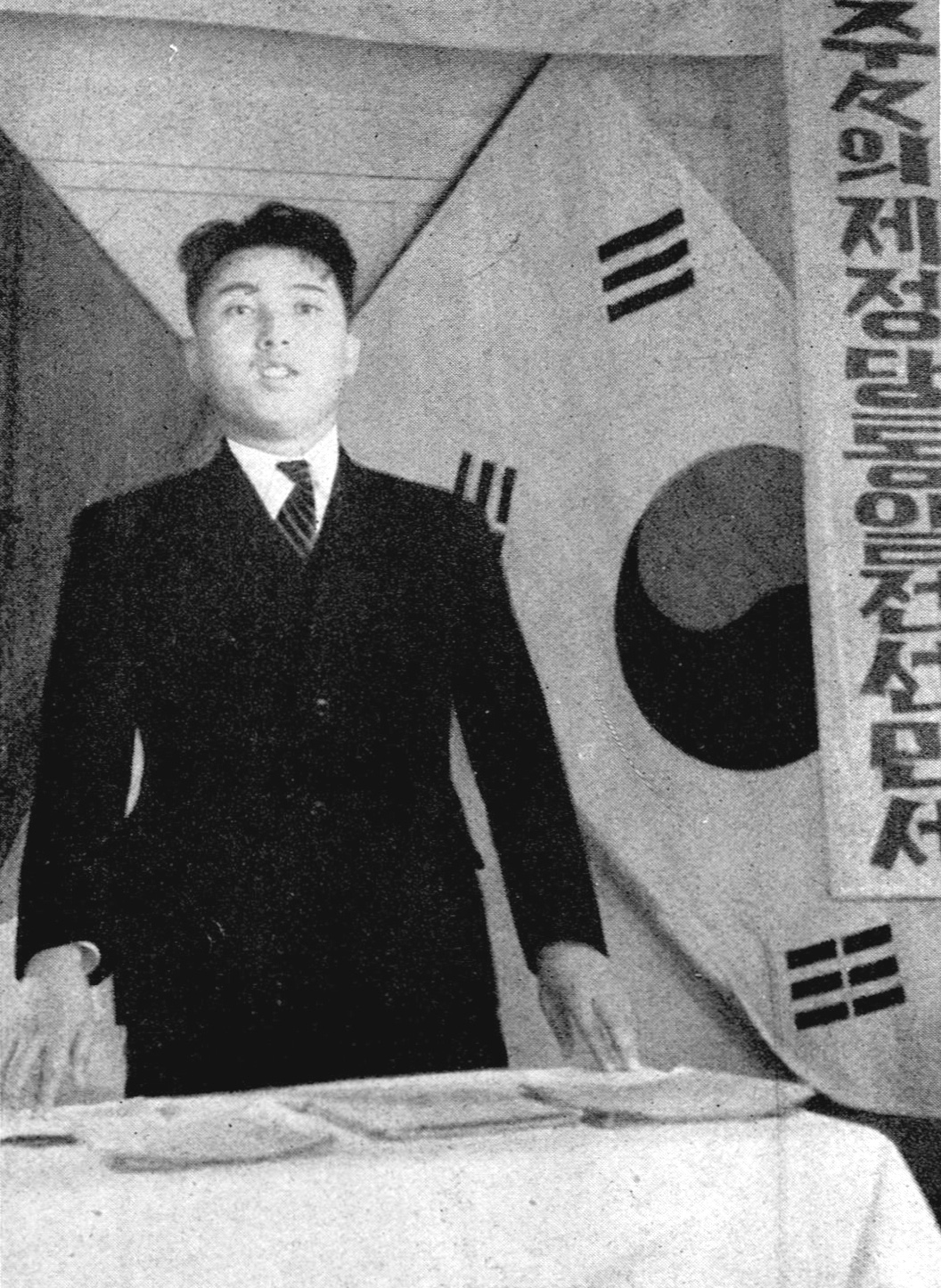
Kim Il Sung em 1946

Com os soviéticos vindos da Operação Tempestade de Agosto, o norte foi militarizado pela União Soviética, entretanto manteve a parcial independência da República Popular da Coreia temporariamente sob a chamada Administração Civil Soviética e gerenciada pelo general soviético, Andrei Alekseevich Romanenko. A Administração Civil Soviética foi um órgão criado pela União Soviética para facilitar e tentar legimitizar o controle sobre o norte da Coréia, tentando colocar e manter uma autoridade sobre os comitês que se formaram aos montes pela peninsula coreana após o fim do regime japonês por lá; A Administração Soviética era também coordenado apenas pelos soviéticos de fato, com poucos coreanos tendo alguma autoridade ou impacto sobre decisões dentro dele, isso porque é confirmado que os comitês e partidos de cunho marxista-leninista ou estalinistas eram politicamente fracos na região e dependeram de se fundirem ou serem dissolvidos até se formar um partido maior, que neste caso seria o Partido dos Trabalhadores da Coreia do Norte, em 1946, quando a Administração Soviética havia sido dissolvida, em 1946. Todavia em 12 de Dezembro de 1945, as tropas americanas criaram a Governo Militar do Exército dos Estados Unidos na Coreia e entregaram o controle do sul da Coréia para o Governo Provisório da República da Coreia sob presidência de Syngman Rhee, formalmente declarado o primeiro presidente da chamada Primeira República da Coreia do Sul.
A administração da República Popular da Coreia, se reorganizaram e transformaram o Comitê Popular Provisório da Coreia do Norte em um Comitê Popular da Coreia do Norte, agora liderado e organizado de fato por autoridades coreanas como Kim Il Sung, Cho Man-Sik e Lyuh Woon-hyung, sem mais presença militar do exército soviético. O Partido dos Trabalhadores da Coréia do Norte também se reorganizou em se transformou no Partido dos Trabalhadores da Coreia liderado agora pelo Kim Il Sung, já que Cho Man-Sik era alegado como desfavorável a administração da Coréia do Norte pelo partido e não era alinhado a suas politicas; Já Lyuh Woon-hyung foi para a Coréia do Sul, onde foi assassinado alguns anos depois. A Liderança de Kim Il Sung sobre os comitês e a Coreia do Norte em sí foi inumeras vezes contestada por outros guerrilheiros e movimentos da Coréia, no entanto Il Sung possuía total apoio da União Soviética e da Administração Civil, com o fator que mais pavimentaria sua liderança, seria a filtração dos comitês e a criação do único Comitê Popular Provisório da Coreia do Norte e um partido dominante local, com os demais partidos sendo fracos comparados ao governo central e o comitê.

### Fundação da Coréia do Norte (1948)
Depois de uma conferência em Pyongyang, reunindo as organizações da Coreia do Norte e do Sul, em abril de 1948, as eleições legislativas (organizadas clandestinamente no Sul) foram feitas em 25 de agosto de 1948. Em 9 de setembro de 1948, a Assembleia popular proclama a República Popular Democrática da Coreia em Pyongyang, de forma provisória, reivindicando a capital como Seoul. A Coréia do Norte, apesar de ainda não ter a doutrina Juche desenvolvida e alinhada como a ideologia de fato do país, procuraram se basear nos movimentos socialistas da Ásia, procurando manter um regime diferente da União Soviética e mais semelhante ao que se encontrava na República Popular da China e Vietnã do Norte, com a Assembléia Popular se desvinculando do Marxismo-leninismo apenas após a emenda de 1992.

## Guerra da Coreia

### Disputa pela Legitimidade e Ínicio (1949)

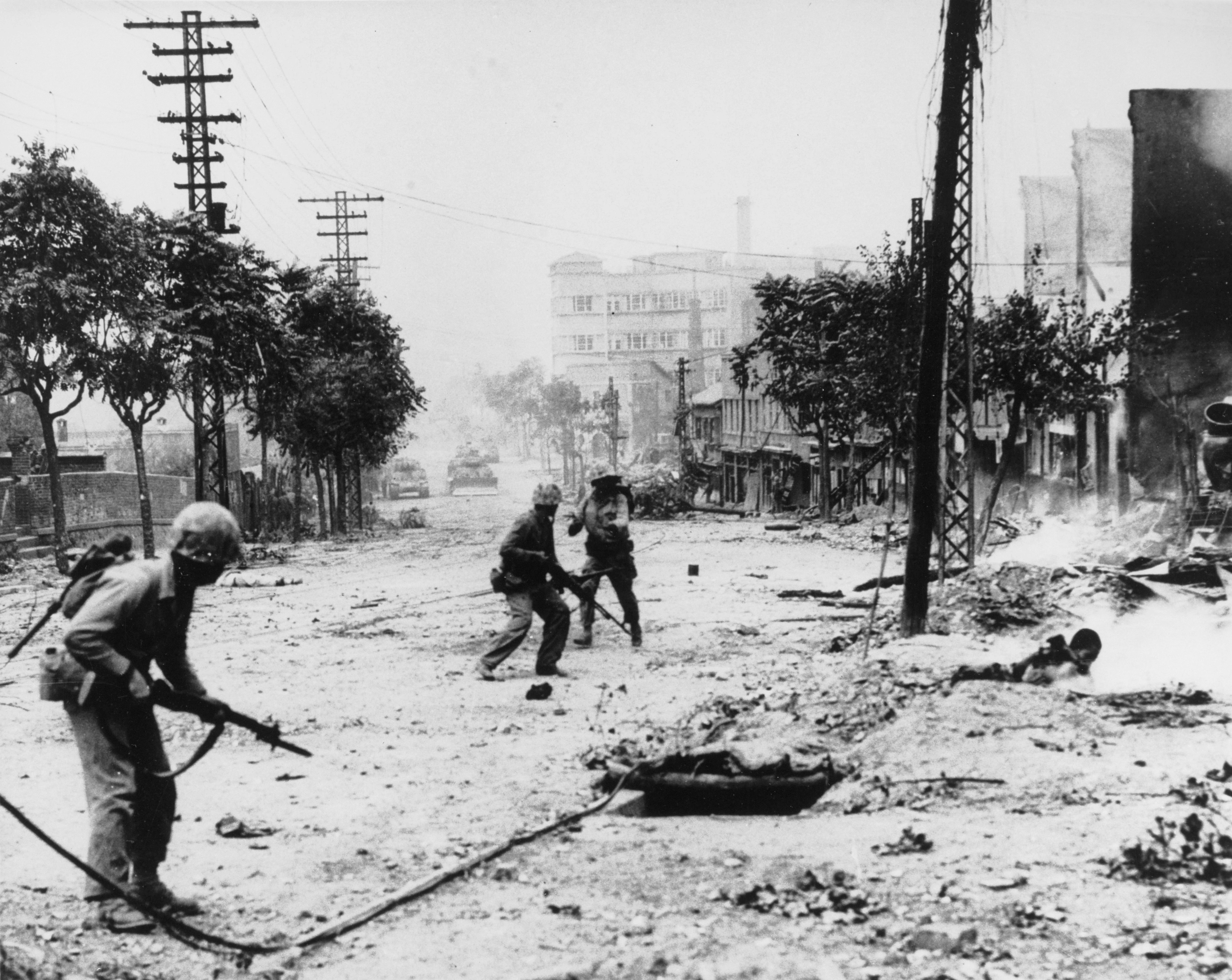
Tropas americanas recapturam a capital Seoul. (Segunda Batalha de Seoul)

Em 1948, a Comissão Temporária das Nações Unidas para a Coreia não reconheceu a legimitadade norte-coreana, tão pouca as Eleições parlamentares na Coreia do Norte em 1948, o que serviu de gatilho para o pensamento entre os membros do Partido dos Trabalhadores de que a unificação da Coréia deveria ser alcançada através de uma guerra. Em 25 de Julho de 1950 a Coréia do Norte invadiu a Coréia do Sul a partir de táticas conhecidas da Segunda Guerra Mundial como Blitzkrieg, ultilizando Tanques T-34. O Exército da Coréia do Sul estava desprotegido, com o exército americano tendo partido e os sul-coreanos não se organizando militarmente e em poucos meses, ocorre a Primeira Batalha de Seul que foi vencida pelo Exército norte-coreano com baixas pesadas para a Coréia do Sul de 44 mil mortos ou desaparecidos. Apenas alguns dias depois do colapso das principais forças da Coréia do Sul, em 27 de Junho de 1950 a ONU aprovou a Resolução 83 do Conselho de Segurança das Nações Unidas que organizava um exército para controlar o conflito e restaurar a paz na peninsula. Por hora, a Coréia do Norte continuou facilmente avançando, dominando quase toda a Coréia do Sul com exceção de uma ponta em Pusan. As forças americanas e de outros países ocidentais se uniram sob a bandeira da Organização das Nações Unidas em 7 de julho de 1950 a ONU por solicitação dos EUA, aprovou a condenação da guerra e consideraram a Coréia do Norte como a agressora; a União Soviética não pode vetar pois havia boicotado o Conselho de Segurança por este ultimo não reconhecer a República Popular da China.

### Segunda e Terceira Fase (1950 - 1953)
Uma contra-ofensiva americana surgiu e a Coreia do Norte foi invadida em 26 de outubro de 1950, com a maior parte da península sendo controlada pelas forças americanas e sul-coreanas. A Coréia do norte foi amplamente criticada por Josef Stalin que se negou a continuar a dar suporte para Pyongyang, além de dizer que o Exército Norte-coreano era ineficaz, Já a China procurou aconselhar-la em recuar e usar taticas de guerrilha, mas o conselho foi ignorado. A República Popular da China então interveio e contra-atacou sob a bandeira da Coréia do Norte. O Ataque chinês foi parado pouco tempo depois quando houve uma Terceira Batalha por Seoul. Em 27 de julho de 1953 um cessar-fogo foi declarado e assinado por um oficial norte-coreano e um representante da ONU, dando origem a Zona Desmilitarizada da Coreia. Este armistício foi rompido em 27 de Maio de 2009, unilateralmente pela Coreia do Norte após anúncio do seu vizinho da Coreia do Sul, aderir ao programa PSI (significado "Iniciativa de Segurança contra a Proliferação"), criado pelos Estados Unidos durante o governo do presidente George W. Bush, para impedir o tráfico mundial de armas de destruição em massa.[carece de fontes?]

## Pós-guerra
A Coréia do Norte após o conflito se encontrou completamente destruída devido aos intensos bombardeios americanos e baixas levadas ao longo dos anos de guerra.

### Crise na Zona Desmilitarizada (1953 - 1969)
Em setembro de 1956, o presidente do Estado-Maior Conjunto, almirante Arthur W. Radford, indicou dentro do governo dos EUA que a intenção dos militares era introduzir armas atômicas na Coreia, o que foi acordado pelo Conselho de Segurança Nacional dos Estados Unidos e pelo presidente Eisenhower. No entanto, o parágrafo 13(d) do Acordo de Armistício Coreano determinou que ambos os lados não poderiam introduzir novos tipos de armas na Coreia, evitando assim a introdução de armas nucleares e mísseis. Os EUA decidiram revogar unilateralmente o parágrafo 13(d), quebrando o Acordo de Armistício, apesar das preocupações dos aliados das Nações Unidas. A Coreia do Norte denunciou a revogação do parágrafo 13(d) como uma tentativa de destruir o acordo de armistício e transformar a Coreia numa zona de guerra atômica dos EUA e respondeu escavando enormes fortificações subterrâneas resistentes a ataques nucleares e avançando o destacamento das suas forças convencionais, de modo que o uso de armas nucleares contra ele colocaria também em perigo as forças sul-coreanas e norte-americanas. Em 1963, a Coreia do Norte pediu ajuda à União Soviética para desenvolver armas nucleares, mas foi recusada. Mais tarde, a China, após os seus testes nucleares, rejeitou de forma semelhante os pedidos norte-coreanos de ajuda no desenvolvimento de armas nucleares. A saída do Exército de Libertação Popular em outubro de 1958 permitiu a Kim Il-sung consolidar a sua base de poder e embarcar no Movimento Chollima de agricultura coletivizada e industrialização para construir uma base para a reunificação da Coreia pela força. A Coreia do Norte permaneceu dependente da União Soviética para tecnologia e da China para assistência agrícola. Como reação a tudo, em 5 de Outubro de 1966 ocorre um conflito armado que ficou conhecido como Conflito na Zona Desmilitarizada da Coreia ou apelidado como Segunda Guerra da Coréia.  

### Movimento Chollima (1956)
O Movimento Chollima, semelhante ao Grande Salto Adiante na China de Mao Zedong, foi um movimento lançado para promover o desenvolvimento econômico e a reconstrução da Coréia do Norte pós-Guerra da Coréia. O Movimento é controverso pois gerou sim avanços no país, mas a curto prazo e de forma totalmente indefinida. O movimento foi extremamente importante para o desalinhamento das politicas da Coreia do Norte com a do Estalinismo e da própia União Soviética pós-Stalin.

### Adoção do Pensamento Juche (1975)
Na revisão de 1975 da Constituição da Coreia do Norte, o Marxismo-leninismo foi substituído pela ideologia Juche, de autoria de kim Il-Sung, o que fazia o país abandonar de jure o comunismo como principal base ideológica do estado norte-coreano.

## Declínio e Crise

### Declínio econômico a partir de 1980
A Coréia do Norte a partir dos anos 1980, se mostrou economicamente abalada, principalmente por causa do declínio gradual da União Soviética, sua principal aliada comercial, militar e politica; Por outro lado, a China após a morte de Mao Zedong havia adotado novos métodos para sua economia, e a mesma para dar inicio a estes métodos passou a investir mais em sí mesmo. A Coréia do Norte adotava a posição de individualismo, independência e auto-sustentabilidade (nacional) a partir do pensamento Juche, o que dificultava o país de estreitar laços econômicos ou até mesmo aderir a blocos e acordos.

### Relações Intercoreanas até 1980
De acordo com Karin Honarvar, a relação entre a Coreia do sul e do norte já existia desde 1971, a partir de aproximações diplomáticas, todavia, nenhuma das partes ainda queriam formalizar uma ligação politica entre Seoul e Pyongyang, pois isso poderia significar que, fora eles se reconhecem, eles poderiam perder suas justificativas de legitimidade nacional. Em 1989, o escritor sul-coreano Hwang Sok-yong visitou a Coréia do norte e se tornou “o primeiro escritor sul-coreano a visitar a Coreia do Norte desde a divisão da nação”. Este feito foi visto como incrível e absurdo, pois até aquele tempo, a ideia e o conceito de um sul-coreano visitar o norte era visto como impossível e fazia parte apenas do imaginativo popular; isso deve principalmente pelo fato de que após a Guerra da Coreia, o estado norte-coreano passou a ser visto pela população sul-coreana como um "poderoso inimigo", até mais do que os Estados Unidos eram para a população coreana (ver sobre Antiamericanismo).

### Morte de Kim Il-Sung (1994)

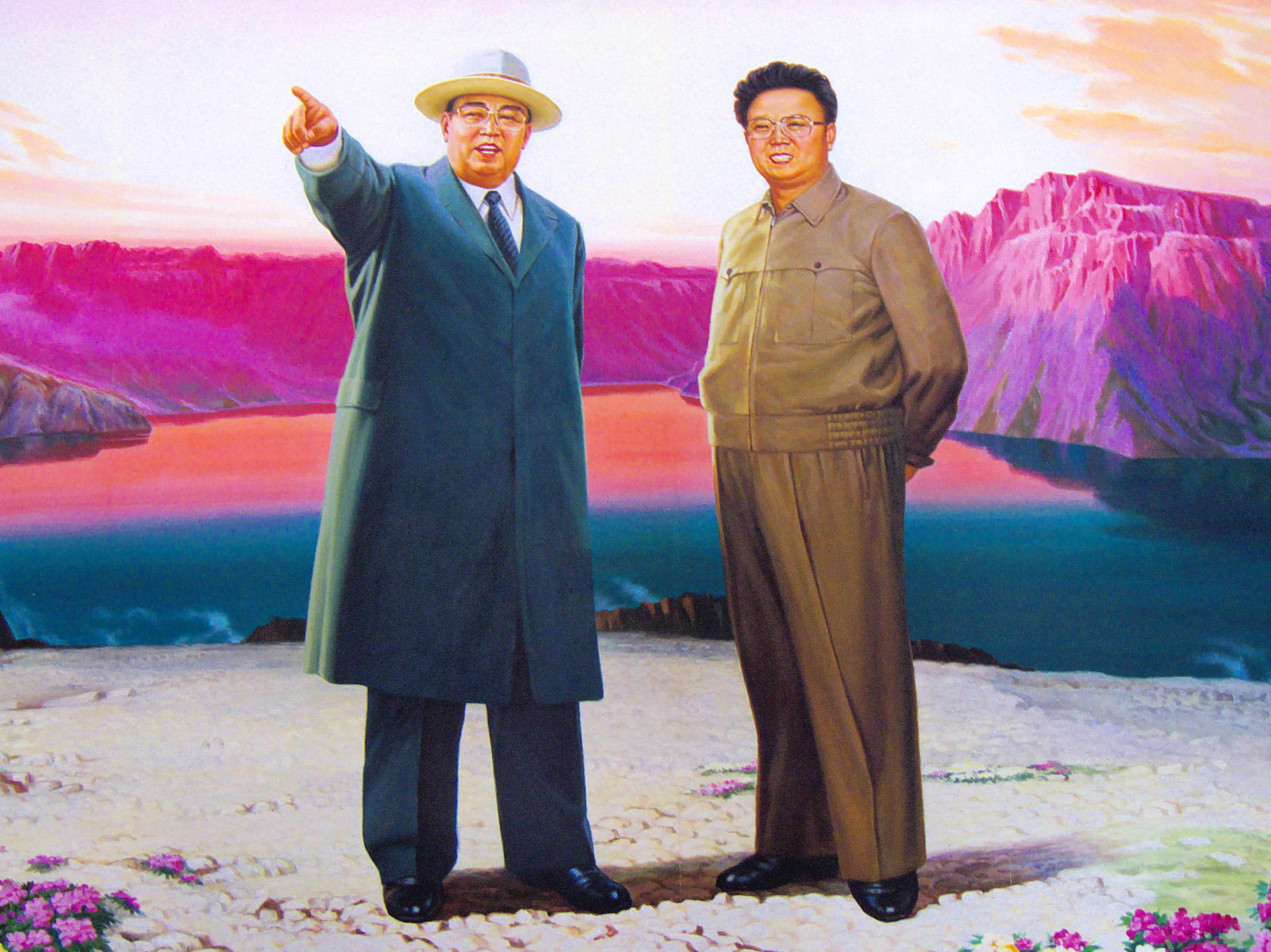
Kim Jong-il (pintura) era filho de Kim Il-Sung, e após a morte deste em 1994, aquele se tornou o Presidente da Coreia do Norte e Líder do Partido dos Trabalhadores.

Kim Il-Sung faleceu em 8 de julho de 1994, aos 82 anos de idade, um momento extremamente critico e decisivo para a história da coreia do norte, devido ao declinio economico e a queda de seu parceiro econômico soviético. Seu filho mais novo de Kim, Kim Jong-Il assumiu o poder do país desde então. Kim Jong-Il já crescia dentro do partido dos trabalhadores desde o inicio da década de 1970 e era caracterizado como um politico estranho que costumava ostentar uma vida luxuosa e tinha receio de aparecer em público ou fazer discursos a população e que tinha um temperamento extremamente curto.

## Governo Kim Jong-il
A Gestão de Kim Jong-Il começou de fato em 1994 após a morte de seu pai, todavia, o Partido dos Trabalhadores da coreia formalizou-o como líder politico em 1997, e o nomeou como secretário-geral do partido, e consequentemente presidente do país. Para a maior parte dos historiadores, seu governo se mostrou extremamente autoritário e com vários problemas administrativos, além de apostar em uma forte propaganda nacional, e por fim, incorporar ao pensamento Juche a politica Songun, que prioriza os militares do Exército Popular da Coreia; estas características seriam repassadas para a gestão seu filho e sucessor, Kim Jong-Un. O governo de Kim Jong-Il se encerrou com sua morte no dia 17 de dezembro de 2011 e logo foi sucedido pelo seu filho na liderança do partido e do estado; a morte de Jong-Il foi notificada apenas às 10 de manhã no dia 19 de Dezembro através de um "comunicado especial":
“[nós] notificamos com a mais amarga dor a todos os membros do partido, militares e povo da RPDC que Kim Jong-Il, Secretário Geral do Partido dos Trabalhadores da Coreia, Presidente da Defesa Nacional Comissão da RPDC e Comandante Supremo do Exército do Povo Coreano, aprovada afastado de uma doença súbita às 08h30 de dezembro 17, Juche 100 (2011) a caminho da orientação de campo.”

## Governo Kim Jong-Un

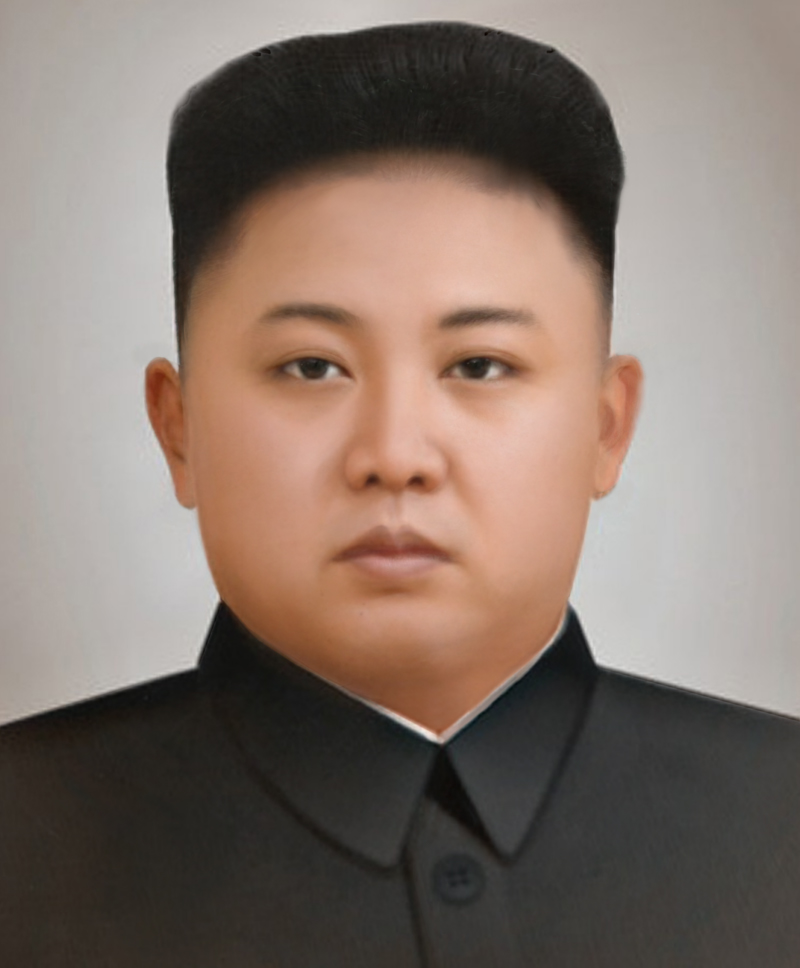
Kim Jong-Un, o terceiro e atual líder norte-coreano.

O governo de Kim Jong-Un se iniciou em Janeiro de 2012 com pontos e bases semelhantes a de seu pai, uma vez que ele fortaleceu a politica songun, bem como também herdou características politicas, econômicas e sociais. As tensões entre a Coreia do Norte e outros países do mundo aumentaram devido aos lançamentos de foguetes e testes com bombas nucleares feitos pelos norte-coreanos e as sanções da ONU contra o país ficaram piores. Em 2014, a Comissão de Inquérito das Nações Unidas acusou o governo norte-coreano de crimes contra a humanidade. Em 2015, a Coreia do Norte adotou o fuso horário de Pyongyang (UTC+08:30), revertendo a mudança do fuso horário do Japão (UTC+9:00), que havia sido imposto pelo Império Japonês. Como resultado, a Coreia do Norte está em um fuso horário diferente da Coreia do Sul. Situação que foi revertida em 5 de maio de 2018. O 7º Congresso do Partido dos Trabalhadores da Coreia foi realizada em 2016, onde Kim Jong-Un consolidou ainda mais o seu controle e poder dentro do Partido dos Trabalhadores da Coreia e do país.

## Ver Também
- História da Coreia
- História da Coreia do Sul